# Wim de Ruiter (componist)
Wim de Ruiter (Heemstede, 11 augustus 1943 – Haarlem, 26 augustus 2017) was een Nederlands componist.

## Opleiding
Hij was zoon van werktuigkundige Jacob de Ruiter en Adriana Johanna Kapteyn, wonende aan de Heemsteedse Dreef 170. Hijzelf trouwde met C.M. van Thiel. Orgel en componeren was niet zijn eerste liefde; hij ging na de middelbare school waar de orgelliefde begon, toch wiskunde studeren, maar verliet die studie na een jaar. De Ruiter ging dan toch orgel studeren aan het Muzieklyceum in Amsterdam bij Piet Kee, waar hij in 1968 met onderscheiding afstudeerde. Daarna studeerde hij compositie bij Ton de Leeuw aan het Amsterdams Conservatorium. Bij zijn afstuderen in 1972 kreeg hij de Prijs voor Compositie.

## Activiteiten
Begin jaren zeventig was hij leraar orgel aan de Muziekschool Haledo (Haskerland, Lemsterland, Doniawerstal); het echtpaar had genoeg van de grote stad en woonde toen in Joure, alhoewel De Ruiter al orgels in Haarlem had bespeeld. In 1979 maakte hij de inwijding van het nieuwe orgel van de Hobbe van Baerdt Tsjerke gebouwd door Jürgen Ahrend aan de Midstraat nog mee. De Ruiter was vanaf 1974 tot 1995 docent 20e-eeuwse muziek aan het Sweelinck Conservatorium (voortzetting Conservatorium Amsterdam); de eerste jaren combineerde hij het met een soortgelijke functie in Zwolle. Hij schreef het boek Compositie-technieken in de twintigste eeuw (1993).

## Composities
De Ruiter schreef voor uiteenlopende bezettingen, met name kamermuziek en werken voor koor. Een aantal stukken gingen in première tijdens Gaudeamus Muziekweken, zoals Hoplopoia voor kamerkoor en orkest (1973) en RE voor orkest (1975). Ook werden zijn stukken gespeeld tijdens het Holland Festival van 1977 en de Biënnale van Zagreb in 1979. Hij schreef de kameropera Een Job van onze tijd (naar een verhaal van J.M.A. Biesheuvel), in 1992 in première gebracht door de Kleine Opera Stichting met het Delta Ensemble. Ook leverde hij met collegae Daan Manneke en Joep Straesser een belangrijke bijdrage aan het 20e-eeuws orgelrepertoire: hij schreef een tiental werken voor orgel.

## Prijzen en onderscheidingen
Toen hij afstudeerde in 1972] kreeg De Ruiter de Prijs voor Compositie. In hetzelfde jaar kreeg hij de eerste prijs in het organisten-compositieconcours van Zwolle voor het stuk Music for organ (1972). Tijdens de Gaudeamus Muziekweek van 1975 ontving hij de derde prijs voor zijn compositie voor orkest RE.
- Gemeinsame Normdatei: 14396660X
- Virtual International Authority File: 170145066
- WorldCat: E39PBJv4phxCRG8bj6brXTQjG3